# AC Mobil 34 Chrysalin
L'A.C Mobil 34 Chrysalin est un ULM trois axes biplace côte-à-côte. C'est un monoplan de construction composite, verre et Klégécell, à cabine fermée, l'aile contreventée, facilement repliable, logeant 2 réservoirs de 40 L de carburant. Train tricycle fixe. Cet appareil est produit et vendu par AC Mobil 34 à Saint-Florentin dans l'Yonne, soit en état de vol soit en kit pour les constructeurs amateurs.

## Sources
- Aviation Design Magazine no 22